# エージェント (マトリックス)
エージェント (Agent) は、映画『マトリックス』シリーズに登場する架空の治安組織、およびその組織に所属をしている架空の人物（ソフトウェアエージェント）の総称。

## 概要
電脳空間マトリックスの監視や破壊行為の防止のために作られた人間型ソフトウェアエージェント、および彼らが所属している治安組織。容姿や装備（服装も含む）はアメリカのシークレットサービス電気通信課をモデルにしている（発売されているリスニング用シナリオ集では、シークレットサービスと言う表記がある）。
基本的に3人一組で行動し、現実世界からマトリックスにアクセスしたザイオン軍の人間、エグザイル、マトリックスの真相に気付いてしまった人間、マトリックスから自らを解放しようとする人間などを排除したり、マトリックス内のバグの後始末をしたりといった、マトリックス内の秩序を保つのが任務であり、パソコンで例えるなら、セキュリティソフト（ワクチンソフト、アンチウィルスソフト）に該当する。
外見には際立った特徴がなく、それぞれのエージェントの顔つきは若干の違いはあるものの、印象は全て同じである。
エージェントの名前の「スミス」「ジョーンズ」「ブラウン」「ジョンソン」などはアメリカで最も多い一般的な苗字から付けられており、「エージェントはマトリックス内のどこにでもいる」ということを示唆している。

## 能力
- 格闘技に長けていて、パワー、スピード、跳躍力、反射速度などは人間を遙かに超える。そのパンチはコンクリート壁を粉砕し、腕の残像が見える。通常の人間では太刀打ち出来ないが、そのようにプログラムされているソフトウェアに過ぎないため、当然ながらプログラムの設定以上の能力は発揮できない。
- .50AEのデザートイーグルを、動きながら、片手撃ちで、遠距離の目標にかなり正確に命中させられる。なお人間であれば訓練した射手が足を止めて正確に撃っても50m先の標的に当てられれば大変な技量、という次元なので彼らの射撃技術は、マトリックス内の人間の水準を、はるかに上回るレベルである。
- 銃弾を避けることが出来る（残像が残るほどの高速スピードで上半身を反らせてかわす）。ただし命中は不可能ではない。例えば、ガトリング銃の銃撃は避け切れず、超至近距離からの不意打ちも避けられなかった。あくまでもマトリックス内のプログラムである為、プログラムの設定以上の能力は持てないからである。ネオのように強大な能力はマトリックス側を改変しているもので、エージェントはマトリックス内の物理法則の範囲内で動く。モーフィアスなどが撃った自動拳銃の弾は至近距離でも避けられたが、殴る蹴るなどの挌闘については高速で避けずにガードをしており、刃物での襲撃や、急ブレーキ等にも対応できていない。よって人間が死亡するようなダメージ（電車に轢かれる、頭を撃たれる等）を受けると一応「死ぬ」。ただし即座に別の人間を乗っ取って復活するため、それで倒せるわけではない。
- マトリックスに繋がれている人間を乗っ取って成り代わる（データを上書きする）ことができる。現場への急行や奇襲、復活の際に利用される。そのためエージェントは実体というものが無く、常に誰かの体を乗っ取っている状態である。
- ソフトウェアらしくアップデートが実装されており、初期のエージェントに通用した攻撃が後期では通用しなくなっている。ネオいわく『アップグレードか』。リローデッドで実装、それ以降アップグレードが行われたかどうかは不明。
- スミスのみ、『マトリックス』でネオに倒された際に彼の救世主としての能力の「一部」が上書きされ増殖能力を身に付けた。このスミスの能力はメインコンピュータの接続から外れ、干渉されなくなったためスミスに制限がかからなくなったためである。人を乗っ取る能力の延長線、もしくは強化版とも言える。
- 同じく『マトリックス リローデッド』に登場するツインズは、旧世代型のエージェントをメロビンジアンが部下に迎え入れているものであり、幽霊のように透明化する能力は、弾丸を避けたり別の人間に乗り移る能力の旧式バージョンのものであると言われているが、明確にそれについて言及した公式の設定は存在しない。

## 装備

### イヤホン
エージェント達の右耳にハンガー式で掛かっている無線イヤホンはアメリカのシークレットサービスの無線イヤホンをモデルにしており（「アコースティック・チューブ」といい、日本でも同様の物が専門店にて2000円程度で販売されている）、マトリックスシステムを始め、警察の無線などと常に接続されていて、外部からの侵入者またはエグザイルを探し出し、消去する。そして、そのイヤホンは携帯電話の通話を盗聴する機能も内蔵されており、瞬時に敵の居場所を探知することが可能。イヤホンを外すとマトリックスシステムからいわばログオフされた状態になる。アニマトリックスの一部シーンでは、イヤホンを左耳に掛けていたエージェントがいた。なお、エグザイルになったスミスは「自由にしてもらったお礼」と称してネオにイヤホンをプレゼントしたが、ネオはマトリックスのコードビジョンが見えるため必要なかった。

### スーツ
マトリックスのエージェント達が着用している背広は公式サイトによると黒とのことだが、厳密には黒では無く、黒に近い深緑（ただし一作目では、本当に黒背広を着ている場面もある）である。エージェント離反後のスミスは、黒に近い紺色の背広を着用していた。スミスのジャケットがめくれたシーンでは、明るい黄色の裏地が見える。ネクタイの結び方は全員プレーンノットで、ネクタイピンが高めの位置に付いていた。

### 髪型
全員が七三分け、もしくはオールバック（ただしアニマトリックスではスキンヘッドや長髪などにしているエージェントも存在している）。二作目のアップグレードされたエージェント達は髪が短いため、大量の整髪料をつけていた。

### サングラス
一作目のエージェント達のサングラスは、レンズは真四角に近く、耳に掛けるモダンの部分は柔らかく折れにくくなっている。そして、二作目のアップグレートされたエージェント達のものは、一作目のエージェント達のサングラスよりもレンズが少し大きめになっている。なお、エージェント離反後のスミスは、ネオとの対立をイメージさせる為、ネオのものに似たサングラスを着用していた。

### 銃
50AE仕様のデザートイーグルとスペアマガジンを所持。離反後のスミスもデザートイーグルを使用していた。

## コスプレ
都市伝説のメン・イン・ブラックをモチーフにした黒い背広上下に弔事用の黒ネクタイ、サングラスという極めて一般的な服飾品であるため、特別な準備なしに簡単に扮装できる。
2003年、「マトリックス リローデッド」（6月7日日本公開）「マトリックス レボリューションズ」（11月5日日本公開）が日本公開日の前後において、2ちゃんねらー有志の呼びかけで黒背広に弔事用の黒ネクタイ姿、黒サングラスを掛けたエージェントのコスプレをした多数の参加者が集まり、“100人のエージェントスミスVSネオ”を模したフラッシュモブ「マトリックスオフ」（走って逃げるネオ役を大勢のエージェント役が追いかける）が開催された。